# Anopheles ovengensis
Anopheles ovengensis este o specie de țânțari din genul Anopheles, descrisă de Awono-ambene, Kengne, Simard, Antonio-nkondjio și Fontenille în anul 2004.
Este endemică în Camerun. Conform Catalogue of Life specia Anopheles ovengensis nu are subspecii cunoscute.